# Natalia Leśniak
Natalia Leśniak, född 10 juli 1991, är en polsk bågskytt. Han deltog vid olympiska sommarspelen 2012.